# Élections générales de 2018 dans le Donbass
Plusieurs élections générales se tiennent le 11 novembre 2018 dans le Donbass, dans le cadre de la guerre du Donbass en cours dans ces régions à majorité ou forte minorité russophone.
- des élections générales de 2018 dans la république populaire de Donetsk ;
- des élections générales de 2018 dans la république populaire de Lougansk.